# Pfälzische G 1.II
Die G 1.II waren Lokomotiven der Pfälzischen Eisenbahnen.
Die Fahrzeuge waren anfangs ohne Führerhaus hergestellt worden. Später wurde dies zusammen mit neuen Schornsteinen der Bauart Prüsmann ergänzt. Zudem hatten die Fahrzeuge eine ungewöhnliche Steuerung: Sie lag ganz außen mit ansteigender Mittellinie. Das Bajonett lenkte diese nach außen. Der Schieber lag waagerecht mittig des Zylinders. Durch diese Anordnung, welche später in Österreich üblich war, konnte die Laufachse oder das Drehgestell beliebig verschoben werden.
Sie waren mit Schlepptendern der Bauart 3 T 6 ausgestattet.